# Michelangelo Semeraro
Michelangelo Semeraro, detto anche Michele, (Martina Franca, 27 maggio 1900 – Martina Franca, 1965) è stato uno storico e educatore italiano.

## Biografia
Michelangelo Semeraro nacque a Martina Franca il 27 maggio del 1900  .
Dopo aver conseguito il diploma magistrale nel 1917 cominciò a lavorare come maestro elementare nei comuni di Locorotondo e Martina Franca.
Animato dal fervore irredentista e neorisorgimentale degli anni '20 pubblicò , con la Antonio Vallardi Editore, due opuscoli di divulgazione storica che gli valsero la ribalta nazionale: L'ultima guerra d'indipendenza italiana e La passione di Fiume esposta ai ragazzi.
In quell'epoca si dedicò anche alla storia locale pubblicando nel 1922 il Sunto della storia di Martina Franca, da lui ampliato negli anni ‘60 nell'opera in più fascicoli La città di Martina Franca nei suoi vari aspetti.
Segretario dell'Associazione Artigiana di Martina Franca nel 1921, ridiede vita all'Università Popolare “Leonardo da Vinci”. Il suo impegno giovanile nella promozione del patrimonio culturale lo portò nel 1928 alla fondazione della Biblioteca Popolare, in seguito divenuta comunale.
Direttore delle scuole rurali in Terra Jonica dal 1932 al 1944, si fece artefice di un'innovativa didattica rurale, in cui la conoscenza del sostrato, diremmo oggi, etnoantropologico delle campagne potesse permettere all'educatore di valorizzare le potenzialità insite nella cultura contadina, guidandole senza parere e indirizzandole senza costrizione alcuna verso un nuovo senso di responsabilità e partecipazione alla vita pubblica. E da questa meticolosa indagine sul campo derivò l'opera  Vita rurale nella Puglia delle «casedde», prezioso saggio etnografico nato in origine proprio col precipuo scopo di fornire all'insegnante rurale un'agile panoramica del sostrato culturale delle campagne di Terra Jonica.
Nell'ottobre del 1947, grazie all'apporto materiale e spirituale dell'Onorevole Alfonso Motolese, fondò a Martina Franca il Villaggio del Fanciullo, istituto avente lo scopo d'ospitare, nonché educare alla vita e al lavoro, i giovani del territorio rimasti senza famiglia durante il conflitto bellico appena trascorso.
Da presidente dell’Associazione Artigiana (1951-1952) del comune di Martina Franca organizzò la prima Mostra dell’Artigianato Martinese. Inoltre, si fece promotore di una riforma organica dell’ordinamento dell’apprendistato, di un’armonizzazione del rapporto tra scuola dell’obbligo e bottega d’arte, affinché venisse concesso all’allievo un rimborso spese e al maestro d’arte un riconoscimento pubblico per l’opera svolta.
Fu assessore del comune di Martina Franca prima (1951-56) ai servizi demografici, turismo e sport; poi (1956-64) alla pubblica istruzione. Negli stessi anni fu anche presidente del Patronato Scolastico, nonché direttore di zona dell’Ente Meridionale Cultura.
Morì a Martina Franca nel 1965.

## Opere principali
- Michelangelo Semeraro, L'ultima guerra d'indipendenza italiana, Milano, Antonio Vallardi Editore, 1920. Scheda della pubblicazione sul catalogo del Sistema Bibliotecario Nazionale
- Michelangelo Semeraro, Sunto della storia di Martina Franca, Martina Franca, Stabilimento Tipografico Aquaro & Dragonetti, 1922. Scheda della pubblicazione sul catalogo del Sistema Bibliotecario Nazionale
- Michelangelo Semeraro, La passione di Fiume esposta ai ragazzi, Milano, Antonio Vallardi Editore, 1927. Scheda della pubblicazione sul catalogo del Sistema Bibliotecario Nazionale
- Michelangelo Semeraro, Un’opera di fede: la Biblioteca Popolare di Martina Franca, Martina Franca, Stabilimento Tipografico Aquaro & Dragonetti, 1928. Scheda della pubblicazione sul catalogo del Sistema Bibliotecario Nazionale
- Michelangelo Semeraro, Vita rurale nella Puglia delle «casedde», Roma, Arti Grafiche Trinacria, 1937. Scheda della pubblicazione sul catalogo del Sistema Bibliotecario Nazionale
- Michelangelo Semeraro, Un’opera di Fede: il Villaggio del Fanciullo di Martina Franca, Locorotondo, Arti Grafiche Angelini & Pace. Scheda della pubblicazione sul catalogo del Sistema Bibliotecario Nazionale
- Michelangelo Semeraro, Il comune di Martina Franca nel 1º centenario dell’unità italiana. Fascicoli di cultura locale n. 6-7, Locorotondo, Arti Grafiche Angelini & Pace, 1961.
- Michelangelo Semeraro, La città di Martina Franca nei suoi vari aspetti. Parte I – storia. Fascicoli di cultura locale n. 10-12, Locorotondo, Arti Grafiche Angelini & Pace, 1962. Scheda della pubblicazione sul catalogo del Sistema Bibliotecario Nazionale
- Michelangelo Semeraro, La città di Martina Franca nei suoi vari aspetti. Parte II – caratteristiche ambientali. Fascicoli di cultura locale n. 13-14-15, Locorotondo, Arti Grafiche Angelini & Pace, 1964. Scheda della pubblicazione sul catalogo del Sistema Bibliotecario Nazionale

## Riconoscimenti civili
- Intitolazione della Biblioteca Popolare della Società Artigiana di Martina Franca[14][15][16][17][18][19]
- Intitolazione di una strada nell'abitato cittadino del comune di Martina Franca. Collegamento a Google Maps